# Bestuurlijke indeling van de Faeröer
De bestuurlijke indeling van de Faeröer, deel van het Koninkrijk Denemarken, houdt in de bestuurslaag onder het bestuur van de Faeröer.
De eilandengroep is verdeeld in 30 gemeenten (Kommunur). Iedere gemeente wordt bestuurd door een kleine door de bevolking gekozen gemeenteraad.
Daarnaast kennen de Faeröer een traditionele administratieve indeling in zes Syssel (regio's), maar die vormen geen apart bestuursniveau.
Eiði · Eystur · Fámjin · Fuglafjarður · Fugloy · Hov · Húsar · Húsavíkar · Hvalba · Hvannasund · Klaksvík · Kunoy · Kvívík · Nes · Porkeri · Runavík · Sandur · Sjógv · Skálavík · Skopun · Skúvoy · Sørvág · Sumba · Sunda · Tórshavn · Tvøroyri · Vága · Vágur · Vestmanna · Viðareiði